# Ismael Silva Lima
Ismael Silva Lima (sinh ngày 1 tháng 12 năm 1994), hay đơn giản Ismael, là một cầu thủ bóng đá người Brasil thi đấu cho FC Akhmat Grozny ở vị trí tiền vệ trung tâm.

## Sự nghiệp câu lạc bộ
Vào ngày 9 tháng 8 năm 2017, anh chuyển từ Kalmar FF đến câu lạc bộ tại Giải bóng đá ngoại hạng Nga FC Akhmat Grozny.

## Thống kê sự nghiệp

### Câu lạc bộ
Tính đến 13 tháng 5 năm 2018
| Câu lạc bộ          | Mùa giải            | Giải vô địch                | Giải vô địch | Giải vô địch | Cúp     | Cúp       | Châu lục | Châu lục  | Khác    | Khác      | Tổng cộng | Tổng cộng |
| Câu lạc bộ          | Mùa giải            | Hạng đấu                    | Số trận      | Bàn thắng    | Số trận | Bàn thắng | Số trận  | Bàn thắng | Số trận | Bàn thắng | Số trận   | Bàn thắng |
| ------------------- | ------------------- | --------------------------- | ------------ | ------------ | ------- | --------- | -------- | --------- | ------- | --------- | --------- | --------- |
| Crateús             | 2012                | N/A                         | –            | –            | –       | –         | –        | –         | 9       | 0         | 9         | 0         |
| Kalmar              | 2013                | Allsvenskan                 | 24           | 3            | 2       | 0         | –        | –         | –       | –         | 26        | 3         |
| Kalmar              | 2014                | Allsvenskan                 | 19           | 0            | 0       | 0         | –        | –         | –       | –         | 19        | 0         |
| Kalmar              | 2015                | Allsvenskan                 | 27           | 1            | 1       | 0         | –        | –         | –       | –         | 28        | 1         |
| Kalmar              | 2016                | Allsvenskan                 | 29           | 2            | 5       | 0         | –        | –         | –       | –         | 34        | 2         |
| Kalmar              | 2017                | Allsvenskan                 | 7            | 0            | 1       | 0         | –        | –         | –       | –         | 8         | 0         |
| Kalmar              | Tổng cộng           | Tổng cộng                   | 106          | 6            | 9       | 0         | 0        | 0         | 0       | 0         | 115       | 6         |
| Akhmat Grozny       | 2017–18             | Giải bóng đá ngoại hạng Nga | 24           | 3            | 1       | 0         | –        | –         | –       | –         | 25        | 3         |
| Tổng cộng sự nghiệp | Tổng cộng sự nghiệp | Tổng cộng sự nghiệp         | 130          | 9            | 10      | 0         | 0        | 0         | 9       | 0         | 149       | 9         |